# Dynatosoma
Dynatosoma är ett släkte av tvåvingar som beskrevs av Johannes Winnertz 1863. Dynatosoma ingår i familjen svampmyggor.

## Dottertaxa tillDynatosoma, i alfabetisk ordning[1][2]
- Dynatosoma abdominale
- Dynatosoma aureum
- Dynatosoma bifasciatum
- Dynatosoma camurum
- Dynatosoma cochleare
- Dynatosoma coquilletti
- Dynatosoma dihaeta
- Dynatosoma fulvidum
- Dynatosoma fuscicorne
- Dynatosoma grandis
- Dynatosoma huliphilum
- Dynatosoma inaequale
- Dynatosoma longicorne
- Dynatosoma majus
- Dynatosoma montanum
- Dynatosoma nigripes
- Dynatosoma nigromaculatum
- Dynatosoma nobile
- Dynatosoma norwegiense
- Dynatosoma obscurum
- Dynatosoma occidentale
- Dynatosoma placidum
- Dynatosoma reciprocum
- Dynatosoma rotundatum
- Dynatosoma rufescens
- Dynatosoma rufithorax
- Dynatosoma sapporoense
- Dynatosoma schachti
- Dynatosoma silesiacum
- Dynatosoma spinimanum
- Dynatosoma thoracicum
- Dynatosoma ussuriense